# 住吉屋政五郎
住吉屋 政五郎（すみよしや まさごろう、生没年不詳）とは江戸時代の地本問屋。

## 来歴
住政、鳳来堂と号す。文化から堺町忠吉店、または四谷伝馬町2丁目で後に嘉永5年（1852年）11月には長谷川町新道栄助店または塩町で万延まで地本問屋を営業している。地本草紙問屋仮組（新組）の一軒であった。文化期の苦労話が『物之本江戸作者部類』に記載されている。嘉永期に錦絵の刊行が多数みられる。歌川国芳、歌川広重、3代目歌川豊国の錦絵を出版している。

## 作品
- 歌川広重 「相州江之島弁才天開帳参詣群集之図」 大判3枚続 弘化4年‐嘉永5年
- 歌川国芳 「讃岐院眷属をして為朝をすくふ図」 大判3枚続 弘化4年‐嘉永5年
- 歌川国芳 「為朝明神開帳」
- 歌川国芳 「誠忠義士肖像」 大判揃物 嘉永5年
- 3代歌川豊国 「東海道五十三次の内」 大判揃物 合版 役者見立 嘉永5年